# Priya Arun
Priya Arun es una actriz india, reconocida por su participación en películas en idioma marathi. Hizo su debut en el cine en la película Rangat Sangat de 1988. También ha participado en películas en idioma hindi, haciendo su debut en 1992 en la cinta Deedar. Es esposa del veterano actor Laxmikant Berde, con el que se casó en 1996. Es hija de la actriz Lata Arun y tiene un hijo llamado Abhinay y una hija llamada Swanandi.

## Filmografía

### Marathi
- 1988 -	Rangat Sangat
- 1988 -	Ashi Hi Banwa Banwi
- 1989 -	Ek Gadi Baki Anadi
- 1990 -	Ghanchakkar
- 1990 -	Dharal Tar Chavtay
- 1991 -	Aflatoon
- 1992 -	Yeda Ki Khula
- 1992 -	Dhamal Jodi
- 1995 -	Bajrangachi Kamaal
- 1996 -	Beta
- 1996 -	Jaan
- 2006 -	Jatra
- 2006 -	Deva Shappath Khot Sangen Khar Sangar Nahi
- 2008 -	Full 3 Dhamaal
- 2008 -	Dum Dum Diga Diga
- 2010 -	Chal Dhar Pakad
- 2012 -	Bokad
- 2012 -	The Strugglers – Amhi Udyache Hero
- 2013 -	Yoddha
- 2013 -	Mala Anna Vhaychay
- 2014 -	Premasathi

### Hindi
- Deedar (1992)
- Beta (1992)
- Anari (1993)
- Hum Aapke Hain Koun..! (1994)
- Bajrangachi Kamaal (1994)
- Guddu (1995)
- Jaan (1996)